# Got Me Started Tour
De Got Me Started Tour is een tournee  van Martina Stoessel die begon in 2017. 
Op 18 maart 2017 begon Martina Stoesse haar tournee in Madrid. Eind 2016 kondigde ze aan dat er een tournee zou komen. Ze werkt samen met de choreografen Charles "Chucky" Klapow en Marina Ahumada. Ze zingt nummers van haar eigen album en ook van de serie Violetta alsook ook de hit "Libre Soy" uit de film Frozen en een cover van het lied "Sorry" van Justin Bieber. Ze danst bij het lied "Crazy in Love" van Beyoncé.

## Nummers
1. Got Me Started / Ya No Hay Nadie Que Nos Pare
2. Don't Cry for Me
3. Finders Keepers
4. Si Tu Te Vas
5. Sigo Adelante
6. Veo Veo
7. Te Creo
8. Cómo Quieres
9. Crecimos Juntos
10. Ser Mejor
11. Se Escapa Tu Amor
12. Yo Te Amo A Ti
13. Lo Que Tu Alma Escribe
14. Libre Soy
15. Hoy Somos Más
16. All You Gotta Do
17. Sorry (Justin Bieber-cover)
18. Crazy in Love (Beyoncé-Dance)
19. Confía en Mi
20. En Mi Mundo
21. Great Escape
22. Siempre Brillarás
23. Te Quiero Más (Alleen in de shows van 14-10-2017 en 21-10-2017)

## Tourdata Europa
| Land        | Plaats     | Arena                       | Datum      |
| ----------- | ---------- | --------------------------- | ---------- |
| Spanje      | Madrid     | Palacio Vistalegre          | 18-03-2017 |
| Duitsland   | Stuttgart  | Hanns-Martin-Schleyer-Halle | 25-03-2017 |
| Duitsland   | Stuttgart  | Hanns-Martin-Schleyer-Halle | 26-03-2017 |
| Italië      | Milaan     | Mediolanum Forum            | 28-03-2017 |
| Italië      | Rome       | PalaLottomatica             | 30-03-2017 |
| Hongarije   | Boedapest  | Budapest Arena              | 2-04-2017  |
| Polen       | Krakow     | Tauron Arena                | 3-04-2017  |
| Polen       | Lodz       | Atlas Arena                 | 6-04-2017  |
| Oostenrijk  | Wenen      | Wiener Stadthalle           | 9-04-2017  |
| Duitsland   | Munich     | Olympiahalle                | 11-04-2017 |
| Zwitserland | Zurich     | Hallenstadion               | 12-04-2017 |
| Duitsland   | Keulen     | Lanxess Arena               | 16-04-2017 |
| Duitsland   | Hamburg    | Barclaycard Arena           | 17-04-2017 |
| Duitsland   | Berlijn    | Uber Arena                  | 18-04-2017 |
| Duitsland   | Oberhausen | König Pilsener Arena        | 20-04-2017 |
| Duitsland   | Oberhausen | König Pilsener Arena        | 21-04-2017 |
| Frankrijk   | Parijs     | Zénith                      | 30-04-2017 |
| België      | Brussel    | Paleis 12                   | 3-05-2017  |
| Duitsland   | Frankfurt  | Festhalle Frankfurt         | 6-05-2017  |

## Tourdata Latijns-Amerika
| Land       | Plaats       | Datum      |
| ---------- | ------------ | ---------- |
| Argentinië | Buenos Aires | 30-06-2017 |
| Argentinië | Buenos Aires | 1-07-2017  |
| Brazilië   | Sao Paulo    | 15-07-2017 |
| Peru       | Lima         | 8-09-2017  |
| Chili      | Santiago     | 10-09-2017 |
| Argentinië | Buenos Aires | 14-10-2017 |
| Argentinië | Cordoba      | 21-10-2017 |

## Dansers
Stoessel zingt niet alleen maar danst ook, samen met professionele dansers:
- Camila Lucca
- Denu Di Paolo
- Erin Marino
- Georgi
- Joaco Fassi
- Julieta Anton
- Michelle Wiernik
- Nico Sanchez
- Sol Ruggeri

Marina Ahumada en Charles "Chucky" Klapow zijn de choreografen van de Got Me Started Tour.